# 中華民國海軍陸戰隊水中爆破中隊

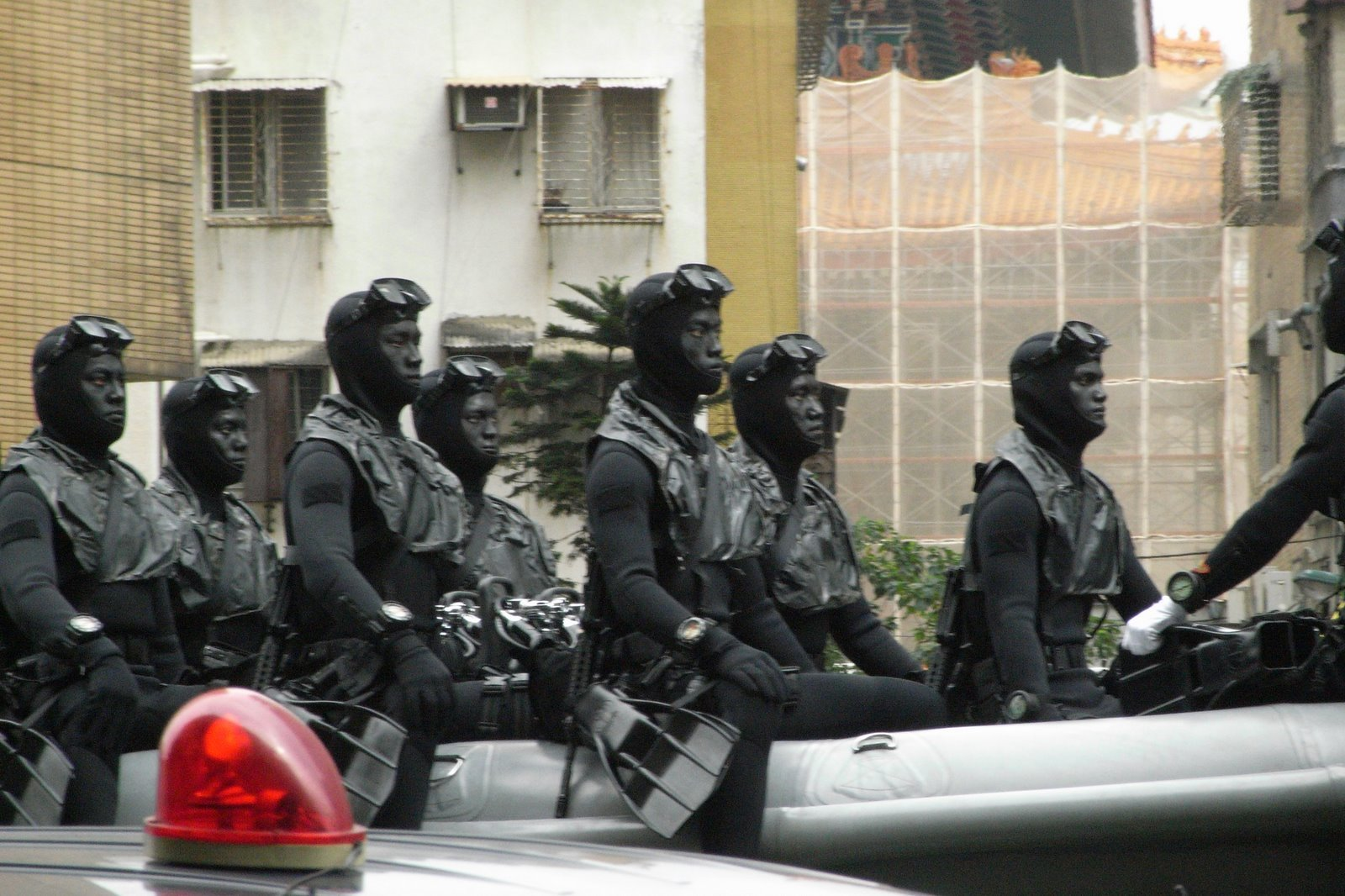
兩棲偵搜大隊爆破中隊

中華民國海軍陸戰隊水中爆破中隊是中華民國國軍可於陸海空進行任務的特種部隊，前身為海軍水中爆破大隊，原直屬海軍管轄，後併入海軍陸戰隊兩棲偵搜大隊至今。

## 沿革
- 1954年3月1日，美國海軍兩棲部隊巡迴訓練小組（Troop Training Team，簡稱T.T.T.）協助，於左營成立，初期隊員僅受4周訓練；之後由第一位接受過完整12周訓練的中華民國海軍中尉黃種雄擔任教官。故國軍抵臺後正式編制的專精水中作戰特種部隊根源均出於海軍爆破隊，此時編制為海軍水中爆破隊（Underwater Demolition Team，U.D.T），首任大隊長為吳振武中校。
- 1962年，開始接受跳傘訓練，成為國軍在臺具有滲透能力的蛙人部隊。
- 1962年2月13日，海軍水中爆破隊改組整編為「第一水中爆破隊」（U.D.T-1）。
- 1962年3月16日，海軍兩棲部隊成立「第二水中爆破隊」（U.D.T-2）。
- 1966年，第一水中爆破隊與第二水中爆破隊合併擴大整編為水中爆破大隊（Underwater Demolition Unit，U.D.U）。
- 1969年2月1日，國防部特種軍事情報室（特情室）海昌隊併入海軍水中爆破大隊，增編為「海昌中隊」。
- 1973年4月1日，海昌中隊裁撤。
- 1974年9月1日，成立水中械彈處理組。
- 1985年5月28日，水中爆破二中隊與水中械彈處理組併編為「水中械彈處理中隊」（Explosive Ordnance Disposal，E.O.D）。
- 1989年1月1日，「第一水中爆破隊」（U.D.T-1）更名為「水中爆破中隊」（U.D.T）。
- 2005年，裁撤海軍水中爆破大隊，改編為現今之海軍陸戰隊兩棲偵搜大隊（Amphibious Reconnaissance and Patrol Unit）水中爆破中隊。

## 組成
創建初期，由少數的陸軍、海軍陸戰隊及海軍官士兵組成；之後以海軍官士兵為主。

## 任務
- (一)、執行海軍兩棲登陸水文偵察
- (二)、執行海軍特種作戰任務
- (三)、執行國防部賦予特攻目標任務
- (四)、訓練友邦國家特種部隊三棲（跳傘、水面（下）、陸地）戰鬥技能
- (五)、訓練國軍其他特種部隊水中戰鬥技能
- (六)、訓練民間救難組織潛水救生操舟（艇）技能
- (七)、協助全國各地縣市政府執行救生救難任務
- (八)、協助內政部警政署與法務部調查局執行水域偵察與搜索任務

### 來源
- . 中華民國海軍.   [2024-12-02]. （原始内容存档于2024-11-13） （中文（臺灣））.

## 外部連結
- 民國83年莒光日特種部隊巡禮-----海軍水中爆破大隊，Youtube